# N-310 (Spanje)
De N-310 is een weg in Spanje die Manzanares met Villanueva de la Jara verbindt en komt door de provincies Ciudad Real, Albacete en Cuenca.

## Traject
De weg begint in Manzanares (Ciudad Real) waar hij aansluit op de A-4 (snelweg Madrid-Andalusië) en de A-43 (snelweg Extremadura-Valencia) die richting Ciudad real en de N-430 gaat. De N-310 gaat noordoostwaarts door de gemeenten Argamasilla de Alba en Tomelloso. Tussen Manzanares en Tomelloso is de weg opgewaardeerd tot de Autovía A-43.
Daarna gaat de weg de provincie Albacete binnen en gaat door de plaats Villarrobledo. De weg vervolgt zijn route en gaat de provincie Cuenca binnen en sluit aan op de N-301, de AP-36 (snelweg La Roda-Ocaña) en de A-43 bij San Clemente. Deze weg sluit ook aan op de A-31 (verbinding van Madrid met Albaceta, Murcia en Alicante). Hij gaat ook langs de dorpen Sisante en El Picazo en eindigt bij Villanueva de la Jara waar hij aansluit op de N-320 (verbinding La Gineta-Cuenca).

## Belangrijke plaatsen en aansluitende wegen
- Manzanares N-IV N-430 A-4 A-43
- Argamasilla de Alba.
- Tomelloso CM-42
- Villarrobledo.
- Ocaña-La Roda N-301 AP-36
- San Clemente A-43
- Sisante A-31
- El Picazo A-3
- Villanueva de la Jara-Cuenca-La Gineta N-320